# Maria José da Bélgica
Maria José da Bélgica (Oostende, 4 de agosto de 1906 – Thônex, 27 de janeiro de 2001), apelidada de "a Rainha de Maio", foi a última rainha-consorte da Itália entre maio e junho de 1946. Era filha do rei Alberto I da Bélgica e sua esposa Isabel da Baviera.

## Biografia

### Primeiros anos

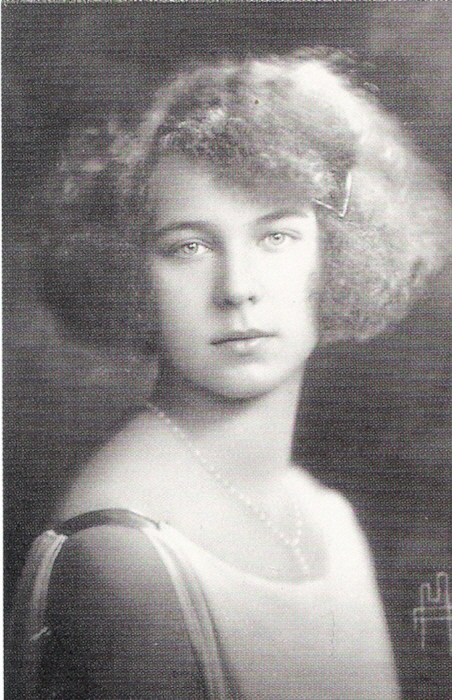
Maria José em 1920

Nascida em Oostende, Bélgica em 4 de agosto de 1906, filha dos reis Alberto I da Bélgica e Isabel da Baviera, Maria José cresceu em uma das cortes mais liberais da Europa, frequentada por intelectuais e cientistas como Albert Einstein, recebeu uma educação que desenvolveu seu espírito crítico, entregando-se à paixão pela leitura, pela música (estudou piano e violino) e pela prática esportiva, em especial montanhismo.
Em 1914, ano em que a Bélgica foi ocupada pelos alemães, Maria José foi enviada para estudar na Inglaterra, onde permaneceu até março de 1917, quando se mudou para a Itália, como hóspede do Colégio da Ss. Annunziata di Poggio Imperiale, perto de Florença, até junho de 1919.
Em 1918, em Battaglia, perto de Pádua, durante uma visita da família real belga ao front italiano, Maria José, de doze anos, conheceu Humberto de Saboia, herdeiro do trono italiano, então com 14 anos, pela primeira vez. O casamento entre os dois havia sido decidido pelas duas casas governantes para fortalecer suas relações e a própria Maria José afirmou ter crescido com a ideia de que um dia se casaria com o príncipe italiano.
Em 1924, participou de seu primeiro baile. Para a ocasião ela usou uma tiara de pérolas e diamantes que tinha pertencido a Estefânia de Beauharnais.
O noivado foi anunciado em 7 de setembro de 1929, ano em que as condições políticas italianas mudaram profundamente e muitos belgas não esconderam sua oposição ao casamento entre a princesa belga o herdeiro do trono de um país fascista. Um ato sensacional ocorrido por ocasião do anúncio do noivado, em Bruxelas, em 24 de outubro, também contribuiu para chamar a atenção para a situação italiana, quando um jovem antifascista, F. De Rosa, tentou, sem sucesso, tirar a vida do príncipe Humberto.

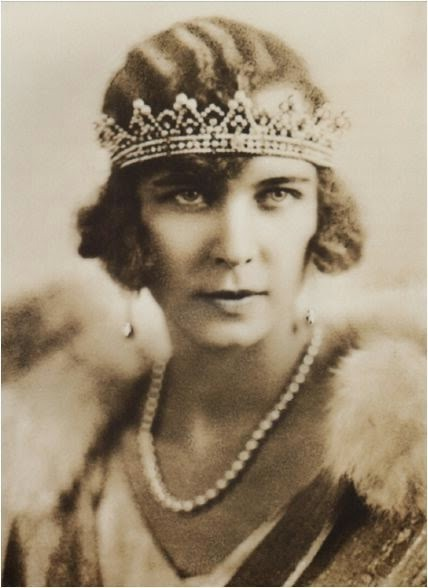
Maria José como princesa herdeira da Itália, c. 1930

Em 8 de janeiro de 1930, casou-se com o príncipe Humberto da Itália, herdeiro ao trono italiano, na capela do Palácio do Quirinal, em Roma.

### Casamento e vida na Itália
Em 8 de janeiro de 1930, casou-se com o príncipe Humberto da Itália, herdeiro do trono italiano, na capela do Palácio do Quirinal, em Roma. Recebeu então do papa Pio XI a insígnia de dama de 1.ª classe da Ordem Equestre do Santo Sepulcro de Jerusalém. Eles tiveram quatro filhos:
- Maria Pia, em 1934.
- Vítor Emanuel, em 1937.
- Maria Gabriela, em 1940.
- Maria Beatriz, em 1943.

O casamento foi infeliz, o casal vivia separado e se reunia apenas em aparições públicas e eventos oficiais. Era dito que seu marido Humberto era homossexual e tinha inúmeros casos amorosos com diversos homens, incluindo o diretor Luchino Visconti e o ator Jean Marais.
Já em 2011 foi revelada uma carta de Romano Mussolini, filho de Benito Mussolini, em que este  afirma ter havido um "breve período de íntimas relações românticas" entre o "pai e a então princesa do Piemonte".
Culta e educada nos valores liberais da Bélgica, Maria José adaptou-se com dificuldade à rigidez da ditadura italiana de Benito Mussolini. Durante a Segunda Guerra Mundial, ela tentou servir de intermediária para uma paz separada da Itália com os aliados. Tornou-se rainha de Itália em 9 de maio de 1946, com a ascensão ao trono de seu marido, Humberto II. Um mês depois deixou a Itália, juntamente com toda a família Saboia. A Itália então se tornou uma república.
Maria José passou a maior parte de seu exílio em Genebra, na Suíça. Ela retornou à Itália somente depois da morte de seu marido, em 1983. Morreu em uma clínica de Genebra, aos 94 anos, de câncer de pulmão. Ela foi enterrada no dia 2 de fevereiro de 2001 na Abadia de Hautecombe em Saboia ao lado de seu marido.

## Genealogia
| Maria José da Bélgica | Pai: Alberto I da Bélgica | Avô paterno: Filipe, Conde de Flandres               | Bisavô paterno: Leopoldo I da Bélgica                                |
| Maria José da Bélgica | Pai: Alberto I da Bélgica | Avô paterno: Filipe, Conde de Flandres               | Bisavó paterna: Luísa Maria de Orleães                               |
| Maria José da Bélgica | Pai: Alberto I da Bélgica | Avó paterna: Maria Luísa de Hohenzollern-Sigmaringen | Bisavô paterno: Carlos Antônio, Príncipe de Hohenzollern-Sigmaringen |
| Maria José da Bélgica | Pai: Alberto I da Bélgica | Avó paterna: Maria Luísa de Hohenzollern-Sigmaringen | Bisavó paterna: Josefina de Baden                                    |
| Maria José da Bélgica | Mãe: Isabel da Baviera    | Avô materno: Carlos Teodoro, Duque na Baviera        | Bisavô materno: Maximiliano José, Duque da Baviera                   |
| Maria José da Bélgica | Mãe: Isabel da Baviera    | Avô materno: Carlos Teodoro, Duque na Baviera        | Bisavó materna: Luísa Guilhermina da Baviera                         |
| Maria José da Bélgica | Mãe: Isabel da Baviera    | Avó materna: Maria José de Bragança                  | Bisavô materno: Miguel I de Portugal                                 |
| Maria José da Bélgica | Mãe: Isabel da Baviera    | Avó materna: Maria José de Bragança                  | Bisavó materna: Adelaide de Löwenstein-Wertheim-Rosenberg            |